# Choo Mi-ae
Choo Mi-ae (en coréen : 추미애), née le 23 octobre 1958 à Daegu en Corée du Sud, est une femme politique sud-coréenne qui occupe entre 2020 et 2021 les fonctions de ministre de la Justice. Elle est aussi parlementaire pour son cinquième mandat du Parti démocratique. Elle est la première femme à occuper ce poste après Kang Kum-sil qui a été nommée par le président de l'époque Roh, un mentor politique du sortant Moon Jae-in .
Elle est également l'une des rares femmes parlementaires à avoir rempli cinq mandats ou plus à l'Assemblée nationale et la première à le faire sans jamais être élue à la représentation proportionnelle. En 1996, elle devient la première femme à représenter une circonscription à Séoul depuis la dernière révision de la Constitution, ainsi que la première femme ancienne juge à être élue parlementaire. Elle a représenté la même circonscription depuis lors, sauf pendant quatre ans entre 2004 et 2008.
Choo Mi-ae s'est présentée en vain à la direction de son parti à deux reprises en 2003 et 2008. En 2016, est nommée cheffe du Parti démocrate, elle démissionne en 2018. Lorsque Moon Jae-in est élu président de la Corée du Sud, elle est devenue la première femme à diriger un parti au pouvoir. De plus, elle a également été la première femme à diriger son parti et sa première dirigeante élevée dans la région de Daegu ainsi que son seul chef à avoir servi un mandat complet de 2 ans.
Elle est bouddhiste.

## Carrière politique

### Entrée en politique
Avant son implication dans la politique, Choo a été juge de tribunal de district pendant 12 ans. Elle a quitté son poste pour protester contre la pression du gouvernement pour porter des jugements contre les militants pour la démocratie et a rejoint le parti du Congrès national pour la nouvelle politique. Elle est entrée à l'Assemblée nationale aux élections législatives de 1996 en tant que membre du Congrès national. Elle a franchi les barrières régionales en étant élue députée libérale bien qu'elle soit originaire du bastion conservateur de Daegu,  et elle est également devenue la première femme membre de l'Assemblée nationale à avoir auparavant servi comme juge — suivie par Na Kyung-won en 2004.

### Enquête sur le soulèvement de Jeju de 1999
Choo Mi-ae s'est fait remarquer au début de sa carrière parlementaire pour avoir été l'une des premières personnalités politiques nationales à attirer l'attention du public sur les événements du soulèvement de Jeju en 1948. Elle a participé à une célébration commémorative pour le soulèvement en 1998 et a présidé l'année suivante la première enquête publique sur ces événements.  Au cours du débat, Choo Mi-ae a publié un dossier de 200 pages répertoriant 1 650 personnes qui avaient été traduites en cour martiale pour avoir aidé la « rébellion communiste » à Jeju. La publication de ces documents était la première fois qu'un document officiel du gouvernement sur le soulèvement était rendu public. 

### Challenge pour la direction du parti et campagne électorale de 2004
Ayant siégé à l'assemblée pendant sept ans, Choo Mi-ae s'est présenté à la présidence du Parti démocrate en 2003, venant à la deuxième place derrière Chough Soon-hyung. Elle est entrée en conflit avec Chough dans les mois suivants à propos de la destitution du président Roh Moo-hyun, Choo Mi-ae appelant Chough Soon-hyung à démissionner en raison des événements. Après avoir d'abord décliné la fonction, elle a été nommée chef du comité de campagne électorale du parti moins de trois semaines avant l'élection législative de 2004. Son combat contre le régionalisme au sein du parti et sa gestion de la campagne électorale du parti pour les élections de 2004 pendant la crise de destitution lui ont valu le surnom de « Choo d'Arc », la comparant à Jeanne d'Arc,. Elle a perdu son siège aux élections.
Après sa réélection à l'Assemblée en 2008, Choo Mi-ae a de nouveau représenté la direction du Parti démocrate uni lors de la convention du parti le 6 juillet 2008. Elle a poussé à élargir et à dérégionaliser le parti et a bénéficié d'un large soutien public, mais elle a finalement été placée deuxième derrière Chung Sye-kyun.

### Affaires étrangères
Choo Mi-ae a été membre de la commission des affaires étrangères et de l'unification de l'Assemblée. En 2003, elle est désignée envoyée spéciale aux États-Unis sur la crise nucléaire nord-coréenne. Choo Mi-ae se rend au Royaume-Uni en novembre 2010, donnant des conférences à Chatham House et à l'université de Cambridge sur la politique future dans la péninsule coréenne.

## Historique des élections
| Élection                                        | An   | Circonscription électorale | Affiliation à un parti                      | Votes  | Pourcentage de votes | Résultats |
| ----------------------------------------------- | ---- | -------------------------- | ------------------------------------------- | ------ | -------------------- | --------- |
| 15e élection générale de l'Assemblée nationale  | 1996 | Séoul Gwangjin B           | Congrès national pour la nouvelle politique | 36 570 | 43,77%               | Élue      |
| 16e élection générale de l'Assemblée nationale  | 2000 | Séoul Gwangjin B           | Parti démocratique (2000)                   | 42 787 | 57,35%               | Élue      |
| Élection générale de la 17e Assemblée nationale | 2004 | Séoul Gwangjin B           | Parti démocratique (2000)                   | 26 973 | 30,08%               | Défaite   |
| Élection générale de la 18e Assemblée nationale | 2008 | Séoul Gwangjin B           | Parti démocratique (2008)                   | 34 854 | 51,29%               | Élue      |
| Élection générale de la 19e Assemblée nationale | 2012 | Séoul Gwangjin B           | Parti démocratique uni                      | 45 980 | 55,19%               | Élue      |
| Élection générale de la 20e Assemblée nationale | 2016 | Séoul Gwangjin B           | Parti démocratique de Corée                 | 43 980 | 48,53%               | Élue      |

## Controverses
Le fils de Choo est accusé d'avoir reçu des faveurs pendant son service militaire.
Choo Mi-ae a été critiquée pour sa décision controversée de ne pas divulguer pleinement les actes d'accusation contre les alliés du président Moon Jae-In, dont elle fait partie. Les procureurs ont également critiqué sa proposition plus large de restructuration des bureaux des procureurs.